# Hexaplex nigritus
La especie Hexaplex nigritus, comúnmente conocida como caracol chino negro o murex negro, es una especie de murícido bentónico perteneciente a la familia Muricidae1,2,3. Fue descrito originalmente bajo el nombre de Murex nigritus3.

## Clasificación y descripción
Concha gruesa, ornamentada con espinas cortas pero gruesas. La concha presenta líneas claras y obscuras alternadas, siempre con las espinas de color obscuro. Canal sifonal largo. Labio interno y externo sin ornamentaciones. Opérculo de color marrón4. Esta especie de murícido alcanza la madurez sexual entre el segundo y tercer años de vida, se reproduce únicamente al final de la primavera y el verano, con un pico reproductivo en junio y julio1,5. Vive hasta 8 años1. Las puestas de huevos de Hexaplex nigritus pueden ser depredados por tortugas (Chelonia mydas), peces lábridos (Halichoeres spp.) y la cabrilla de arena (Paralabrax maculatofasciatus)1.

## Distribución
Esta especie de murícido es una especie endémica del Golfo de California, México1,4,5.

## Ambiente
Históricamente, los adultos vivían en zonas intermareal y submareal de arena y grava y hasta los 60 m de profundidad. Actualmente, es raro encontrar a estos organismos en somas someras5. Vive en aguas con fondos arenosos2. Como otros murícidos, es carnívoro, alimentándose principalmente de otros moluscos, especialmente de bivalvos1.

## Estado de Conservación
Hasta el momento en México no se encuentra en ninguna categoría de protección, ni en la Lista Roja de la IUCN (International Union for Conservation of Nature) ni en CITES (Convención sobre el Comercio Internacional de Especies Amenazadas de Fauna y Flora Silvestres). Las poblaciones de la región norte del Pacífico mexicano se han visto afectadas por la sobreexplotación, gran parte de ella registrada a principios de la década de los 90´s1,2,5.